# Уразбахти (Чишминський район)
Уразбахти́ (рос. Уразбахты, башк. Ураҙбаҡты) — село у складі Чишминського району Башкортостану, Росія. Входить до складу Алкінської сільської ради.
Населення — 452 особи (2010; 483 в 2002).
Національний склад:
- татари — 88 %